# Dominique Nato
Pour les articles homonymes, voir Nato.
Dominique Nato est un boxeur puis entraîneur et dirigeant sportif français né le 6 novembre 1957 à San Lorenzo, Italie.
Depuis le 20 mars 2021, il est Président de la Fédération française de boxe (FF Boxe),.

## Carrière
Après une riche carrière amateur marquée par quatre titres de champion de France des poids lourds en 1976, 1978, 1979 et 1982 et par une quarantaine de sélections en équipe de France entre 1974 et 1982, il passe professionnel et devient champion de France  des poids lourds le 9 mars 1985 en battant aux points à Rodez Damien Marignan. Nato arrête sa carrière sportive après 14 victoires pour autant de combats en novembre 1985 à la suite d'un accident du travail qui lui occasionne un décollement de la rétine.
Une fois sa carrière de boxeur terminée, et à la demande du président de l'époque, Bernard Restout, il est nommé cadre technique fédéral auprès de la fédération française de boxe. Après un passage au pôle France Boxe de l'Institut national du sport, de l'expertise et de la performance (INSEP) entre 1985 et 1989, il devient entraineur du Bataillon de Joinville entre 1989 et 1992 et à la suite des jeux olympiques de Barcelone en 1992, il est nommé entraîneur de l'équipe de France Olympique puis directeur des équipes de France en 1996.
Dominique Nato devient directeur technique national de la fédération française de boxe entre 2002 et 2011, période pendant laquelle il contribue aux excellents résultats obtenus par les équipes de France avec en particulier 6 médailles olympiques remportées lors des jeux de Sydney en 2000 (médaille d'or de Brahim Asloum et médaille de bronze de Jérôme Thomas), d' Athènes en 2004 (médaille d'argent de Jérôme Thomas) et de Pékin en 2008 (médailles d'argent de Khedafi Djelkhir et Daouda Sow, médaille de bronze d'Alexis Vastine) ainsi que les nombreuses médailles au niveau européen et mondial avec les deux titres de champion du monde de Jérôme Thomas en 2001 et Willy Blain en 2003. Il quitte la fédération en novembre 2011 pour rejoindre la direction des politiques sportives de l'INSEP puis devient en septembre 2012 directeur du CREPS de Lorraine à Nancy.
En mars 2021, il est élu président de la FF Boxe, succédant à André Martin. Sa liste récolte près de 95 % des suffrages exprimés lors de l'assemblée générale élective. En décembre 2024, il est réélu, étant le seul candidat en lice.

## Cinéma
Il apparaît dans le rôle d'un boxeur dans le film L'as des as, mettant en vedette Jean-Paul Belmondo, réalisé par Gérard Oury et sorti en 1982.